# Tavapy
Tavapy é um distrito localizado no departamento de Alto Paraná. Localizado 53 km de Ciudad del Este. A economia é baseada na agricultura e pecuária. Possui uma população estimada em 20.000. 

## Transporte
O município de Tavapy é servido pela seguinte rodovia:
- Ruta 06, que liga Minga Guazú ao município de Encarnación (Departamento de Itapúa)
- Caminho em rípio ligando a cidade ao município de Domingo Martínez de Irala [1][2][3]